# Campo municipal de Monte Porreiro
El Campo Municipal de Monte Porreiro es un recinto deportivo de la ciudad española de Pontevedra, situado en el barrio de Monte Porreiro, homologado para la práctica de fútbol y rugby. Sus dimensiones son 111 por 72 metros y la superficie es de césped sintético.

## Historia
La construcción del recinto obedeció a una demanda de varios años de los vecinos de Monte Porreiro que pedían que se reparara el antiguo campo de tierra y se cubriera con césped artificial. El ayuntamiento de Pontevedra y la diputación de Pontevedra llegaron a un acuerdo en 2009, y firmaron un convenio por el que el gobierno local aportaría 477.000 euros y la diputación provincial 276.000.
Las obras fueron realizadas por la empresa E. C. Casas, y el nuevo campo fue inaugurado el 27 de marzo de 2011 por el alcalde Miguel Anxo Fernández Lores y el presidente de la diputación Rafael Louzán Abal.

## Descripción
Las instalaciones del recinto cuentan con gradas desmontables, bancadas, marcador electrónico, acceso independiente para deportistas y aficionados, y posibilidad de dividir el campo en 2 campos transversales de fútbol 7 para niños pequeños. Los promotores de la construcción propusieron la posibilidad de instalar una cubierta sobre las gradas, zona de vestuarios y una cafetería. Cuenta con cuatro torretas de iluminación y señalización específica para ambas especialidades, fútbol y rugby, y para fútbol -7.

## Localías
Los equipos de rugby Mareantes Rugby Club Pontevedra, Pontevedra Rugby Club y el equipo de fútbol SD Monteporreiro disputan sus partidos como sedes en este recinto deportivo.

## Eventos
El 21 de mayo de 2011 el club de rugby Mareantes organizó la segunda prueba del Cirbuito Gallego de Sevens 2011 en el campo municipal de Monte Porreiro. El 5 de junio de ese año se disputó allí por primera vez en Pontevedra la final de la edición 2011 de la tradicional Copa de Galicia de Rugby.